# Jorge Kalume
Jorge Kalume (Belém, 3 de dezembro de 1920 – Brasilia, 26 de outubro de 2010) foi um contabilista e político brasileiro que foi governador do Acre.

## Biografia
Filho do imigrante sírio Abib Moizés Kalume e de Latife Zaine Kalume. Formou-se em Contabilidade em Belém em 1939 e na capital paraense foi diretor financeiro do Banco da Amazônia. De volta ao Acre fundou o Rotary Clube de Xapuri em 1948 e estreou na política ao eleger-se prefeito de Xapuri em 1955. Eleito deputado federal pelo PSD em 1962 renunciou para assumir o governo do Acre como o primeiro mandatário ungido pelo Regime Militar de 1964. Filiado a ARENA foi derrotado na eleição para senador em 1974 por Adalberto Sena (MDB), mas foi eleito em 1978 derrotando Alberto Zaire. Ao ingressar no PDS liderou o partido no estado e em 1982 disputou o governo sendo derrotado por Nabor Júnior (PMDB). Derrotado ao tentar a reeleição para o senado em 1986, foi eleito prefeito de Rio Branco em 1988. Filiado a seguir ao PPR e ao PPB perdeu as eleições para senador em 1994 e deputado federal em 1998, respectivamente.
Jorge Kalume faleceu na capital federal aos 89 anos em decorrência de uma parada cardíaca quando se tratava de um câncer no intestino.